# SARAF BALAM 1
SARAF BALAM 1 es un sistema de armamento remoto Mexicano que permite que una amplia variedad de dispositivos sean operados automáticamente o por control remoto, incluyendo ametralladoras de 5,56 mm, 7,62 mm, y 12,7 mm, lanzagranadas automáticos de 40 y 70 mm, misiles antitanque, sistemas de observación y sistemas antiaéreos. Puede instalarse en cualquier tipo de vehículo blindado o en una patrullera de agua de mar. 
El proyecto fue desarrollado por la Dirección General de Industria Militar en colaboración con el Centro de Investigación en Matemáticas A.C. (C.I.M.A.T.), con una duración de 3 años y 6 meses, concluyendo en diciembre de 2015.

## Características principales
Capacidad de disparo graduable desde disparos unitarios hasta ráfagas de 30.
Capacidad del cofre de municiones de 600 cartuchos 5.56x45 mm. o 400 cartuchos 7.62x51mm.
Velocidad angular máxima de 90°/s.
Giro en dirección ilimitado.
Ángulos de tiro en elevación desde 45 a -20° con relación a la horizontal.
Capacidad de visión diurna a color y nocturna en escala de grises.